# チロロ岳
チロロ岳（チロロだけ）は、北海道の沙流郡日高町にある標高1,879.7mの山である。山頂には二等三角点「千呂露岳」が設置されている。

## 概要
日高山脈北部、主脈から外れたルベシベ山の西側稜線上に位置し、チロロ西峰（1,848m）を含む双耳峰である。
千呂露川の源流があるのが山名の由来であるが、「チロロ」の由来は定かではない。
- 「チロンヌ（我ら・たくさん殺す）」が「チロル」「チロロ」と転訛したという説[2]。
- 「キロロ（爽快な）」が訛った説[3]。
- 「キロ・ル（人間が踏み固めた広い道）」が訛った説[3]。

## 登山
国土地理院が発行する地形図には掲載されていないが、登山道が整備されており日高町の公式サイトでも紹介されている。しかし沢登りなどがあるため上級者向けの山である。
曲り沢と呼ばれるコースで、チロロ岳北側から登る。曲り沢から沢沿いに登り、尾根乗越を経て二ノ沢へ下ってからコルへ登る。そこからは登山道の目印となるピンクテープやロープなどが設置されている。コルからはチロロ西峰へ向かう事もできるが、藪漕ぎ箇所などがある。